# Libra jamaicana

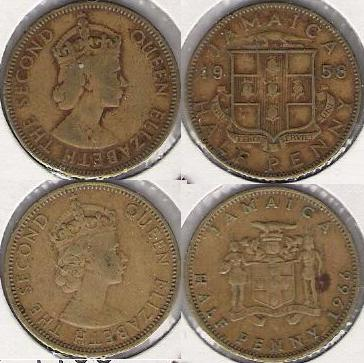
Moedas de half penny de libra jamaicana

A libra jamaicana foi a moeda oficial da Jamaica entre 1840 e 1969. Circulava como uma mistura de moeda britânica e questões locais e sempre foi igual à libra esterlina. A libra jamaicana também foi usada pelas Ilhas Cayman e Ilhas Turks e Caicos.

## História

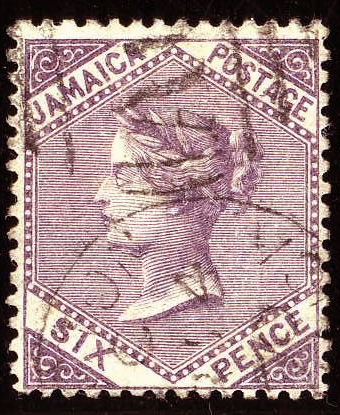
Selo jamaicano de seis centavos,

A emancipação das pessoas escravizadas em 1838 aumentou a necessidade de cunhagem na Jamaica, particularmente moedas de baixo valor, mas os negros ainda estavam relutantes em usar cobre . A solução foi usar o cuproníquel, adotado em 1869. Penny e halfpennies foram cunhados para uso na Jamaica, tornando-se as primeiras moedas verdadeiramente jamaicanas. A partir de 1880, o centavo também foi cunhado em cuproníquel.
Em 1904, foi aprovada a Lei de Notas Monetárias, “constituindo um Conselho de Comissários para emitir notas chamadas notas monetárias no valor de 10 xelins cada”, embora nenhuma dessas notas tenha sido emitida naquela época. Esta lei foi alterada pela Lei 17 de 1918, que autorizou “a emissão de notas de moeda para as denominações que venham a ser aprovadas”. Os Commissioners of Currency emitiram as primeiras notas sob essas leis em 15 de março de 1920, nas denominações de 2 xelins 6 pence, 5 shillings e 10 shillings, com cada nota com a inscrição de que foram “Emitidos sob a autoridade da Lei 27 de 1904 e Lei 17 de 1918.” Apenas essas três denominações menores foram emitidas pelo Conselho de Comissários; Notas de £ 1 e £ 5 foram emitidas pelos bancos fretados que operam na Jamaica.  Em 1940, o banco do governo começou a produzir notas de £1 e £5.
Em outubro de 1960, o Banco da Jamaica recebeu o direito exclusivo de cunhar moedas e produzir notas na Jamaica. 